# 普莱西德湖村
寧靜湖村（英語：Lake Placid），又譯宁静湖村、靜湖村，是美国纽约州艾塞克斯縣阿迪朗达克山脉中一个村庄。根据2000年人口普查，普萊西德湖村有2,638人。村庄因附近的普莱西德湖而得名。
普萊西德湖村靠近普拉茨堡（Plattsburgh）市西南40英里的北埃尔巴（North Elba）中心。普萊西德湖与附近的薩拉納克湖（Saranac Lake）和塔珀湖（Tupper Lake）组成了所谓三湖区域。
普萊西德湖村以举办1932年冬季奥林匹克运动会、1980年冬季奥林匹克运动会而闻名，不过美国人记得这个小村是因为1980年在这里进行的一场美国對苏联的冰球比赛，后来被称作冰上的奇迹（Miracle on Ice）。一群美国大学生和业余球员4-3击败了大热门苏联国家冰球队，并在两天后赢得了奥运会金牌。这次胜利经常被列为美国体育史上最伟大的胜利。埃里克·海登在这里夺得5块奥运会金牌。1972年冬季世界大學生運動會也在此举行。2023年该地也举办第三十一届冬季世界大学生运动会。